# Casa Ramon de Càrcer
La Casa Ramon de Càrcer és un edifici situat al carrer dels Escudellers, 6 de Barcelona. Com que no està catalogat, li correspon la categoria D (bé d'interès documental) atorgada per defecte a tots els edificis del districte de Ciutat Vella.

## Història

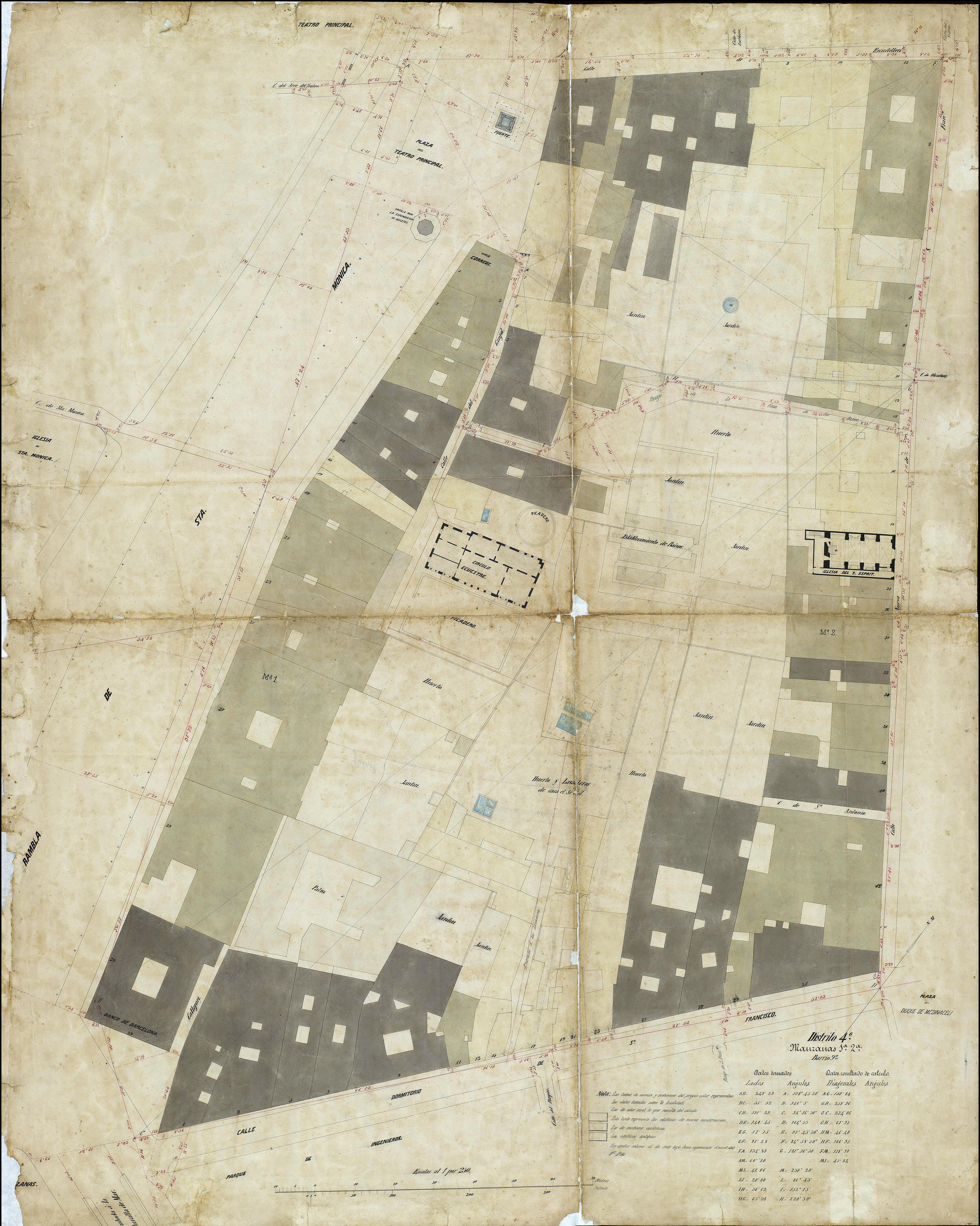
Quarteró núm. 112 de Garriga i Roca (c. 1860)

El 1785, Marià de Càrcer i de Montaner (1747-1817) va demanar permís per a fer més estreta una porta a la seva casa del carrer dels Escudellers, i novament el 1786 per a eixamplar el portal principal i construir-hi dos balcons.
El 1847, el seu net Ramon de Càrcer i de Falguera (1809-1868), va demanar permís per a enderrocar-la i construir-la de nou, segons el projecte de l'arquitecte Joan Soler i Mestres. Casat amb Escolàstica d'Amat i Amat, filla del marquès de Castellbell i Castellmeià, la casa i el títol foren heretats pel seu fill Joaquim de Càrcer i d'Amat (1835-1923).